# Walther Spielmeyer

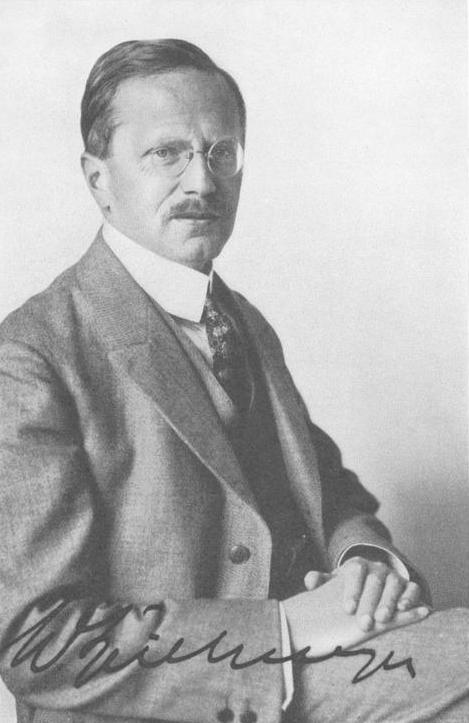
Walther Spielmeyer

Walther Spielmeyer (* 23. April 1879 in Dessau; † 6. Februar 1935 in München) war ein deutscher Neuropathologe, Psychiater und Neurologe.

## Leben
Spielmeyer studierte unter anderem bei Eduard Hitzig in Halle. Um 1905 begann er seine bahnbrechenden Arbeiten zur pathologischen Histologie (Gewebelehre) des Zentralnervensystems. 1906 wurde er Privatdozent in Freiburg, wo er unter Alfred Hoche arbeitete.
Auf Vorschlag von Emil Kraepelin wurde er Nachfolger von Alois Alzheimer als Leiter des Anatomischen Laboratoriums der Psychiatrischen- und Nervenklinik in München. 1913 wurde er Extraordinarius und 1917 Leiter der Histologie-Abteilung in der neu errichteten „Deutschen Forschungsanstalt für Psychiatrie (Kaiser-Wilhelm-Institut)“. Mit Franz Nissl hatte er eine gute Zusammenarbeit. Seit 1924 war er „Wissenschaftliches Mitglied“ der Kaiser-Wilhelm-Gesellschaft. Die von Spielmeyer geleitete Hirnpathologische Abteilung der Deutschen Forschungsanstalt für Psychiatrie genoss auch 1935 noch weltweites Ansehen.
Auf ihn bezieht sich die Bezeichnung Spielmeyer-Vogt-Krankheit.

## Veröffentlichungen (Auswahl)
- Die Trypanosomenkrankheiten und ihre Beziehungen zu den syphilogenen Nervenkrankheiten. Jena, Fischer, 1908.
- Technik der mikroskopischen Untersuchung des Nervensystems. Berlin, Springer, 1911; 4. Aufl., 1930.
- Die progressive Paralyse. In: Handbuch der Neurologie, Bd. 3; Berlin, 1912.
- Zur Klinik und Anatomie der Nerven-Schussverletzungen. Berlin, Springer, 1915.
- Histopathologie des Nervensystems. Erster Band: Allgemeiner Teil. Berlin, J. Springer, 1922.
- Degeneration und Regeneration am peripherischen Nerven. Handbuch der normalen und pathologischen Physiologie, Bd. 3; Berlin, 1929.
- Die Anatomie der Psychosen. Handbuch der Geisteskrankheiten, Bd. 11; Berlin, 1930.